# Morgat

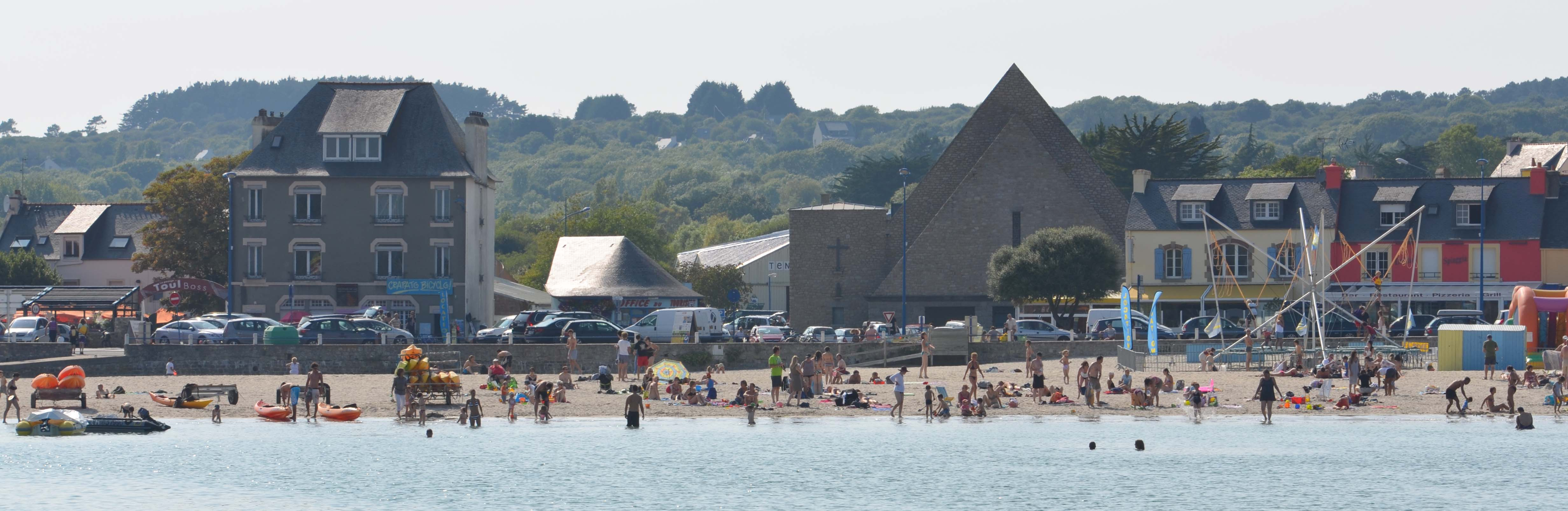
Morgat (Crozon, Bretagna): la spiaggia

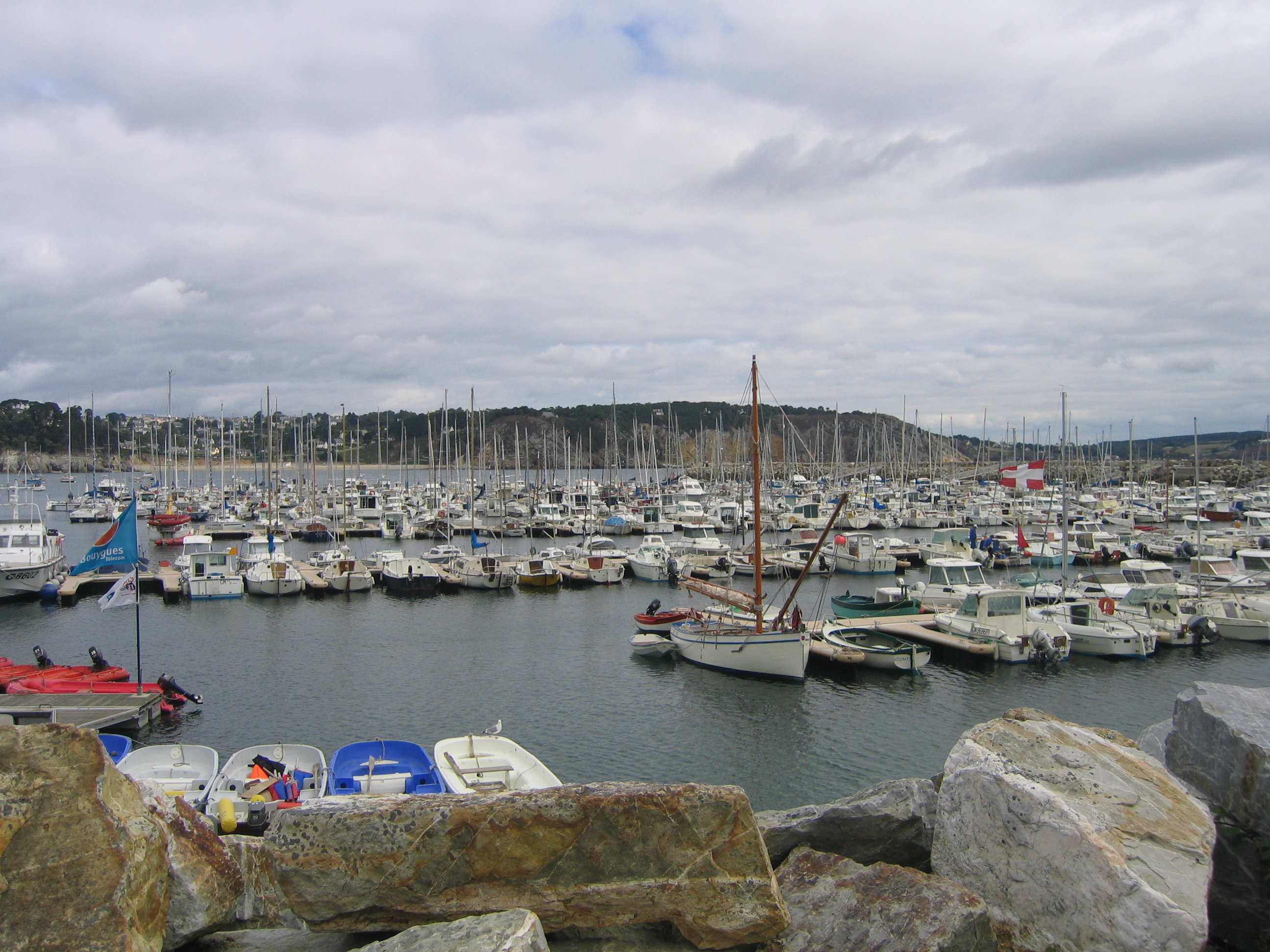
Il porticciolo di Morgat

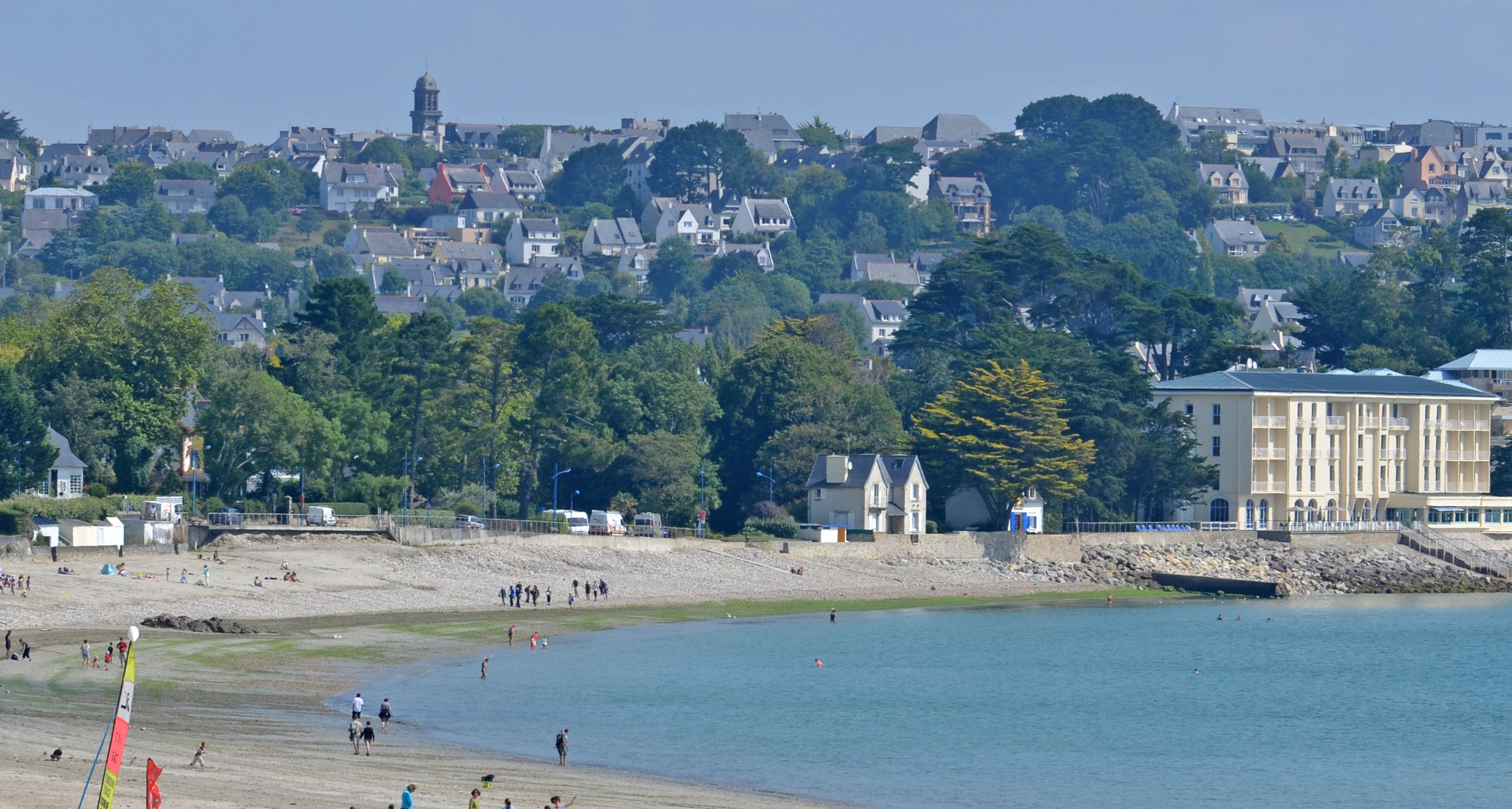
Spiaggia di Morgat

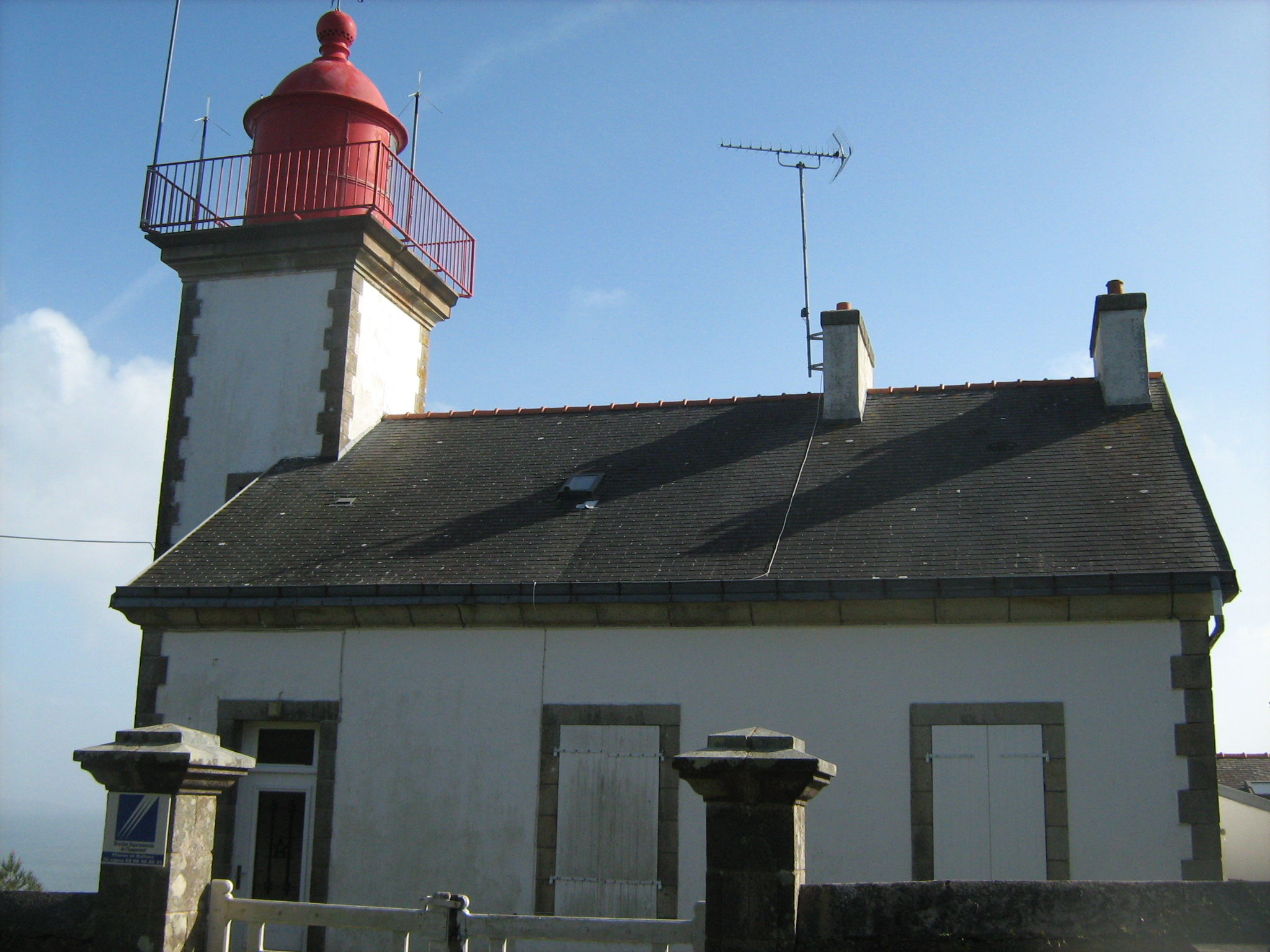
Il Faro di Morgat

Morgat (in bretone: Morgad) è una popolare località balneare francese sull'Oceano Atlantico, situata nella penisola di Crozon e di fronte alla Baia di Douarnenez, nel nord-ovest della Bretagna (Francia nord-occidentale). Dal punto di vista amministrativo, si tratta di una frazione del comune di Crozon, comune dell'arrondissement di Châteaulin, nel dipartimento del Finistère.

## Geografia fisica
Morgat si trova nei pressi della Pointe du Kador, lungo la costa sud-occidentale della penisola di Crozon, ed è situata a circa 4 km a sud/sud-ovest di Crozon e a circa 12 km a sud-est di Camaret-sur-Mer e a nord della Pointe de Penhir.

## Storia
La località si sviluppò come stazione balneare tra la fine del XIX secolo e gli inizi del XX secolo, quando la famiglia Peugeot iniziò a costruire degli alberghi in loco.
L'idea di trasformare Morgat in una località balneare venne nel 1883 ad un certo Louis Richard e poté svilupparsi grazie all'intervento di Armand Peugeot.
|  |

## Monumenti e luoghi d'interesse
- Grotte di Morgat[4]
- Faro di Morgat o Phare du Kador, inaugurato nel 1914[5]

|  |  |